# ويل شارب (لاعب دوري الرغبي)
ويل شارب (بالإنجليزية: Will Sharp)‏ هو لاعب دوري الرغبي نيجيري، ولد في 13 مايو 1986 في مدينة زاريا في نيجيريا.